# HTC Sensation
HTC Sensation je smartphone společnosti HTC s dvoujádrovým procesorem o taktovací frekvenci 1,2 GHz resp. 1,5 GHz ve verzi XE. Přístroj je vybaven 8megapixelovým fotoaparátem. Displej s úhlopříčkou 4,3 palce (cca 10,92 cm) disponuje rozlišením 960x540 pixelů. V telefonu je použit operační systém Android a uživatelské rozhraní HTC Sense 3.6.